# Finland, Minnesota
Finland är ett icke-inkorporerat område i Lake County, Minnesota, USA.
Platsen ligger norr om Silver Bay vid Minnesota Highway 1.

## Övrigt
Platsen ligger sex mil från Övre sjöns norra strand och är en liten icke-inkorporerad stad som grundades av främst finländska immigranter 1895.
Platsen styrs från Crystal Bay Township.
Platsen ligger i Finland State Forest i Lake County.